# Sebastian Sultana
Sebastian Sultana (* 15. September 2005) ist ein australischer Leichtathlet, der sich auf den Sprint spezialisiert hat. 2024 wurde er in Suva Vizeozeanienmeister im 100-Meter-Lauf.

## Sportliche Laufbahn
Erste internationale Erfahrungen sammelte Sebastian Sultana im Jahr 2022, als er bei den U18-Ozeanienmeisterschaften in Mackay in 10,72 s die Silbermedaille im 100-Meter-Lauf gewann und über 200 Meter in 21,70 s siegte. Zudem sicherte er sich auch mit der australischen 4-mal-100-Meter-Staffel in 41,56 s die Goldmedaille. Bei den World Athletics Relays 2024 auf den Bahamas sicherte er der 4-mal-100-Meter-Staffel einen Startplatz bei den Olympischen Sommerspielen in Paris. Anschließend gewann er bei den Ozeanienmeisterschaften in Suva in 10,35 s die Silbermedaille über 100 Meter hinter seinem Landsmann Joshua Azzopardi. Im August schied er bei den U20-Weltmeisterschaften in Lima mit 10,52 s im Halbfinale über 100 Meter aus und gelangte im Staffelbewerb mit 39,64 s auf Rang fünf.
2024 wurde Sultana australischer Meister im 100-Meter-Lauf.

## Persönliche Bestzeiten
- 100 Meter: 10,17 s (+1,4 m/s), 13. April 2024 in Adelaide
- 200 Meter: 20,61 s (−1,1 m/s), 14. April 2024 in Adelaide